# Camamu
Camamu és una ciutat brasilera de l'estat de Bahia, és localitzat a latitud 13° 56' 42" sud i una longitud 39° 06' 14" oest. Seva població s'estima en 35.382 (IBGE 2020). El municipi s'localitza en la regió de la Costa del Dendê, a l'est de l'estat.
La àrea del municipi estava habitat pels indígenes Macamamu. El nom de la ciutat prové d'una aldeia indígena amb el nóm de Camamu. En 1560, els Jesuïtes van establir una missió, creant el poblat de Macamamu. En 1693, fou elevat a categoria de vila, amb el nóm de Camamu, i el 1891 es va convertir en municipi.
El municipi dona accés a través del riu Orojo, a la ciutat de Maraú, on hi ha platges i llocs turístics famosos a la regió.